# Arnold Martignoni
Arnold Martignoni   (Sankt Moritz, 19 de maig de 1901 - Samedan, 9 de març de 1984) va ser un jugador d'hoquei sobre gel suís que va competir durant les dècades de 1920 i 1930.
El 1928 va prendre part en els Jocs Olímpics de Sankt Moritz, on guanyà la medalla de bronze en la competició d'hoquei sobre gel.
Amb l'EHC St. Moritz, amb qui jugà entre 1921 i 1931, guanyà la lliga suïssa de 1922, 1923 i 1928. També guanyà l'or al Campionat d'Europa de 1926.